# Laguna Curro
A  Laguna Curro  é um lago localizado na Guatemala. Localiza-se no departamento de El Petén, Município de La Libertad.